# Europejski Rok Walki z Ubóstwem i Wykluczeniem Społecznym
Europejski Rok Walki z Ubóstwem i Wykluczeniem Społecznym – inicjatywa powołana na mocy decyzji Parlamentu Europejskiego i Rady Unii Europejskiej nr 1098/2008/WE z dnia 22 października 2008. Rok 2010 został ogłoszony Rokiem Walki z Ubóstwem i Wykluczeniem Społecznym, aby podkreślić zaangażowanie Unii Europejskiej w eliminację ubóstwa.
Rok został zainaugurowany 21 stycznia 2010 przez Przewodniczącego Komisji Europejskiej José Manuela Durão Barroso i premiera Hiszpanii José Luisa Rodríguez Zapatero. Głównym hasłem kampanii było: "Nie dla ubóstwa!"
Na kampanie podnoszące świadomość społeczną oraz projekty związane z walką z ubóstwem na szczeblach krajowych Unia Europejska przeznaczyła budżet w wysokości 17 mln euro.

## Geneza Roku
W krajach całej Unii Europejskiej mieszkają osoby ubogie, także w krajach tzw. "starej Unii", stereotypowo postrzeganych jako kraje bogate. W roku 2006 16% mieszkańców Unii Europejskiej żyło poniżej progu ubóstwa. W Europie niemal 84 milionów ludzi jest zagrożonych ubóstwem. Jednym z powodów ogłoszenia roku 2010 Europejskim Rokiem Walki z Ubóstwem i Wykluczeniem Społecznym był również wzrost bezrobocia w Unii Europejskiej.

## Cele Roku
- zwiększenie świadomości o skali ubóstwa i wykluczenia społecznego w Unii Europejskiej
- zaangażowanie państw członkowskich Unii Europejskiej w walkę z ubóstwem
- zainicjowanie społecznej debaty o problemach osób żyjących w ubóstwie
- zaproszenie obywateli Unii Europejskiej do wspólnej walki z ubóstwem oraz jego przyczynami
- zwalczanie stereotypów związanych z postrzeganiem ubóstwa

W Polsce podczas Europejskiego Roku Walki z Ubóstwem priorytetowymi obszarami było m.in. ubóstwo dzieci oraz osób starszych.

## Działania w ramach Roku
- Kampania informacyjna
- Konkurs dla dziennikarzy
- Imprezy lokalne w krajach członkowskich
- Konferencja (tzw. "okrągły stół") zamykająca Europejski Rok 2010 w Brukseli[7][8]